# Ферекид
Ферекид (стгрч. ΦερεκυδηςΦερεκυδης) са Сироса (Сир)  (6. век пре нове ере) - старогрчки космолог и митограф који је написао дело „Космогонија“. Анаксимандров савременик и савременик  „седам мудраца“, неки аутори га сматрају једним од њих.

## Биографија
Његово родно острво је Сирос, у близини Делоса, оба дела архипелага Киклада. Бабијев син, Ферекид је рођен у време 45. Олимпијаде и живео је у време лидијских краљева Алијата II (600-560. прне.) и Креза (560-545. п. н. е.).
Аутори попут Климента Александријског и Филона из Библоса тврде да „Ферекид није добио никакву инструкцију из филозофије ни од једног учитеља, већ је своје знање стекао из тајних књига Феничана.“ Наводи се да је тада постао Питаков ученик и живео на Лезбосу. Помиње се и да је путовао на Хелади и у Египту.

## Нирнбершка хроника
Ферекид се сматра првим (најстаријим) грчким прозним писцем. Написао је „Космогонију“. Поред орфизма. У њему. „Антички речник“ га описује као „аутора космологије“. Ради са митолошким колорита, који се заснивао на идеји да светски поредак није ништа друго до последица утицаја божанстава, према другом исказу – „његова митологија је плод свесног митотворства“. „Ферекид је користио јонски дијалект, писао у стилу приче, у једноставним кратким реченицама, као што се може закључити на основу јединог великог фрагмента његовог дела откривеног на египатском папирусу“, бележи речник „Древни писци“ (Сант Петерсбург, 1998). Ферекид је препознао вечност почетног тројства богова: Заса (вар. Зевс, етеричне висине неба), Хтоније, подземне дубине и Хрона (време). Зас постаје Зевс као младожења Хтоније, који као Зевсова невеста добија име Геја (отуда друго име за његово дело – „Мешавина богова”). Ферекид је такође разликовао три елемента: ватру, ваздух, воду – које је Хронос створио од свог семена, које се даље поделило на пет делова (према Г. Гомперцу: простори звезда, сунца, месеца, ваздуха и мора), из којих настају натприродна бића. Структура његове космогоније, према Дамаскију, открива сличности са космогонијом Анаксимандра. Они примећују разлику између његовог концепта и Хесиодове Теогоније. 
Изнео је учење о метемпсихима (преображајима душа). Према Цицерону: „Колико је познато из писаног предања, Ферекид са Сироса је први рекао да су душе људи вечне.“ У вези са овим учењем, уздржавао се од једења меса.
Његови савременици (нарочито Спартанци) су га веома поштовали због чистоте његовог живота; у близини Магнезије подигнуто је „ηρωον“ („херојско“ светилиште) у његову част.
Према Целзусу, помиње се „Ферекид, много древнији од Хераклита“ .
Сматран је Питагориним учитељем, што је забележио Диоген Лаертије, наводи се да је после Питакове смрти Питагорин ујак позвао Ферекида да се пресели на Самос и постане учитељ омладине. 
Клаудије Аелијан је у „Поучним причама“ писао о Ферекидовој смрти: „Ферекид са Сироса завршио је своје дане у страшној агонији: појеле су га вашке. Пошто га је било страшно гледати, Ферекид је морао да одбије да комуницира са пријатељима; ако би неко дошао до његове куће и питао како је, Ферецид би показао прст, изједен до кости, кроз отвор на вратима и рекао да му је цело тело у истом стању. Деланци кажу да је њихов бог, у гневу на Ферекида, послао овај напад на њега. Уосталом, док је живео са својим ученицима на Делосу, хвалио се својом мудрошћу, а посебно чињеницом да је, иако никада није приносио жртву, ипак живео срећно и безбрижно, ништа горе од људи који жртвују читаве хекатомбе. За ове смеле говоре Бог га је строго казнио.”
Поред писања, Ферекидс је био познат и по дизајну хелиотропиона (сунчаног сата) на свом острву Сирос, а касније и на Самосу, помоћу којих је могао не само да одреди подне, већ и географску ширину и да предвиди помрачење Месеца и Сунца.